# Караой (Таскалинський район)
Карао́й (каз. Қараой) — село у складі Таскалинського району Західноказахстанської області Казахстану. Входить до складу Актауського сільського округу.
Населення — 14 осіб (2021; 59 у 2009, 171 у 1999, 252 у 1989).
До 2018 року село називалось Чорна Впадина.